# Флаг Сеары
Флаг бразильского штата Сеара представляет собой прямоугольное полотнище зелёного цвета, в центре расположен золотой ромб, внутри которого в белом круге изображён герб штата.

## История
Первый флаг штата Сеара был учреждён 25 августа 1922 года. От нынешнего флага он отличался величиной ромба и изображением герба. Современный флаг был принят 31 августа 1967 года.

## Символика
Цвета на флаге штата такие же, как на флаге Бразилии, однако они имеют другие значения:
- Зелёный символизирует богатую флору штата;
- Жёлтый олицетворяет минеральные ресурсы.